# Acanthocercus gregorii
Acanthocercus gregorii es una especie de lagarto del género Acanthocercus, familia Agamidae, orden Squamata.

## Distribución
Se distribuye por África, en Kenia y Ruanda.

## Taxonomía
Fue descrita por Günther en 1894.
Tratamiento taxonómico
La especie aparece registrada y publicada en Report on the collection of reptiles and fishes made by Dr. J. W. Gregory during his expedition to Mount Kenia [sic]. Proc. Zool. Soc. London 1894: 84-91.